# Discografie van KA
Hieronder volgt de discografie van de Nederlandse rapper KA, met name zijn albums en zijn nummers met een notering in een hitlijst. 

## Albums
| Album                                           | Verschijnen      | Label      | Hitlijsten | Hitlijsten | Hitlijsten | Hitlijsten | Opmerkingen                     |
| Album                                           | Verschijnen      | Label      | BE (VL)    | BE (VL)    | NL         | NL         | Opmerkingen                     |
| Album                                           | Verschijnen      | Label      | Piek       | Weken      | Piek       | Weken      | Opmerkingen                     |
| ----------------------------------------------- | ---------------- | ---------- | ---------- | ---------- | ---------- | ---------- | ------------------------------- |
| Hella cash gang vol. 1 (met Josylvio en Moeman) | 2 november 2018  | Hella Cash | 24         | 6          | 2          | 29         | Studioalbum / Goud in Nederland |
| Behind the scenes                               | 4 december 2020  | Hella Cash | 27         | 9          | 2          | 58         | Studioalbum / Goud in Nederland |
| Recklezz                                        | 18 november 2022 | Hella Cash | 10         | 45         | 1 (1 wk)   | 54         | Studioalbum / Goud in Nederland |

## Nummers met een notering in een hitlijst
| Lied                                                                        | Verschijnen       | Album                                    | Hitlijsten | Hitlijsten | Hitlijsten  | Hitlijsten  | Hitlijsten   | Hitlijsten   | Opmerkingen       |
| Lied                                                                        | Verschijnen       | Album                                    | BE (VL)    | BE (VL)    | NL (Top 40) | NL (Top 40) | NL (Top 100) | NL (Top 100) | Opmerkingen       |
| Lied                                                                        | Verschijnen       | Album                                    | Piek       | Weken      | Piek        | Weken       | Piek         | Weken        | Opmerkingen       |
| --------------------------------------------------------------------------- | ----------------- | ---------------------------------------- | ---------- | ---------- | ----------- | ----------- | ------------ | ------------ | ----------------- |
| Weersvoorspelling                                                           | 2 november 2018   | Hella cash gang vol. 1                   | —          | —          | —           | —           | 87           | 1            |                   |
| Akrapovic (met Woenzelaar)                                                  | 15 maart 2019     | Zero tolerance (van Woenzelaar)          | —          | —          | —           | —           | 94           | 1            |                   |
| Amsterdam                                                                   | 10 januari 2020   | Behind the scenes                        | tip        | —          | —           | —           | 27           | 4            | Goud in Nederland |
| Bentley's & Rovers (met Moeman)                                             | 7 februari 2020   | Hella cash gang vol. 2                   | —          | —          | —           | —           | 89           | 1            |                   |
| Mama bid (met Josylvio, Ashafar en Moeman)                                  | 28 februari 2020  | Hella cash gang vol. 2                   | tip        | —          | —           | —           | 38           | 3            |                   |
| Guala (met Josylvio, Ashafar en Moeman)                                     | 12 maart 2020     | Hella cash gang vol. 2                   | —          | —          | —           | —           | 74           | 1            |                   |
| Goed fout                                                                   | 17 maart 2020     | Behind the scenes                        | —          | —          | —           | —           | 49           | 2            |                   |
| Levensstijl (met Spanker en Sevn Alias)                                     | 30 mei 2020       | Spanker sessions (van Spanker)           | —          | —          | —           | —           | 68           | 1            |                   |
| Ca$h                                                                        | 7 augustus 2020   | Behind the scenes                        | —          | —          | —           | —           | 51           | 1            |                   |
| Opp blazen (remix) (met Bihidagoe, Mula B, JoeyAK, Drechter en MocroManiac) | 6 november 2020   | —                                        | —          | —          | —           | —           | 80           | 1            |                   |
| Daar met jou                                                                | 20 november 2020  | Behind the scenes                        | —          | —          | —           | —           | 51           | 3            |                   |
| RS6 (met Lijpe)                                                             | 3 december 2020   | Behind the scenes                        | —          | —          | —           | —           | 23           | 2            | Goud in Nederland |
| Intro (Behind the scenes)                                                   | 3 december 2020   | Behind the scenes                        | —          | —          | —           | —           | 65           | 1            |                   |
| Handrem (met Lijpe en JoeyAK)                                               | 5 maart 2021      | Verzegeld (van Lijpe)                    | —          | —          | —           | —           | 16           | 2            |                   |
| Wat is wat (met Esko en JoeyAK)                                             | 2 juli 2021       | Fenisk (van Esko)                        | —          | —          | —           | —           | 44           | 2            | Goud in Nederland |
| Levelen up (met Fatah, Lijpe en Henkie T)                                   | 16 juli 2021      | —                                        | —          | —          | tip11       | —           | 11           | 4            |                   |
| Op de strip                                                                 | 23 juli 2021      | Recklezz                                 | —          | —          | —           | —           | 32           | 5            | Goud in Nederland |
| Lightweight (met Kevin)                                                     | 17 september 2021 | Grote versnelling (van Kevin)            | —          | —          | —           | —           | 23           | 2            |                   |
| Die man (met JoeyAK)                                                        | 22 oktober 2021   | Recklezz                                 | —          | —          | —           | —           | 23           | 4            | Goud in Nederland |
| Oase (met $hirak, Idaly en Willem)                                          | 4 november 2021   | Talou (van $hirak)                       | —          | —          | —           | —           | 40           | 5            | Goud in Nederland |
| Schaduw (met S10)                                                           | 26 november 2021  | Recklezz                                 | —          | —          | tip1        | —           | 19           | 9            | Goud in Nederland |
| Doelen (met Josylvio)                                                       | 17 juni 2022      | Vallen & opstaan (van Josylvio)          | —          | —          | —           | —           | 27           | 4            |                   |
| Verdien model (met Rotjoch en Mula B)                                       | 4 augustus 2022   | Float (van Rotjoch)                      | —          | —          | —           | —           | 62           | 2            |                   |
| Jongen als mij                                                              | 20 oktober 2022   | Recklezz                                 | —          | —          | —           | —           | 30           | 4            |                   |
| Stunten (met Broederliefde)                                                 | 28 oktober 2022   | Strandje aan de Maas (van Broederliefde) | —          | —          | tip1        | —           | 2            | 23           | Goud in Nederland |
| Linken aan zaken (met Djaga Djaga)                                          | 6 november 2022   | Beschadigd (van Djaga Djaga)             | —          | —          | —           | —           | 53           | 1            |                   |
| Je verdient beter (met Willem)                                              | 18 november 2022  | Recklezz                                 | —          | —          | tip6        | —           | 18           | 4            | Goud in Nederland |
| Intro (Recklezz)                                                            | 18 november 2022  | Recklezz                                 | —          | —          | —           | —           | 35           | 2            |                   |
| Maasvlakte (met Kevin)                                                      | 18 november 2022  | Recklezz                                 | —          | —          | —           | —           | 36           | 2            |                   |
| Hoop (met Lijpe)                                                            | 20 januari 2023   | —                                        | —          | —          | tip19       | —           | 16           | 5            |                   |
| Natte sokken (met Boef)                                                     | 26 januari 2023   | Luxeprobleem (van Boef)                  | —          | —          | tip16       | —           | 10           | 3            |                   |
| Zidane (met Ashafar)                                                        | 9 februari 2023   | —                                        | —          | —          | tip19       | —           | 39           | 4            |                   |
| Yolo (met JoeyAK)                                                           | 24 februari 2023  | Most hated (van JoeyAK)                  | —          | —          | —           | —           | 46           | 2            |                   |
| Pesos (met Moeman en Josylvio)                                              | 3 maart 2023      | —                                        | —          | —          | —           | —           | 75           | 1            |                   |
| Snelle leven (met Henkie T)                                                 | 17 maart 2023     | Starlife (van Henkie T)                  | —          | —          | —           | —           | 46           | 1            |                   |
| Soldier (met Cor)                                                           | 17 maart 2023     | Met liefde uit de wijk (van Cor)         | —          | —          | —           | —           | 48           | 1            |                   |
| 100 doezoe cash (met Lijpe, Fatah en Trobi)                                 | 8 september 2023  | —                                        | —          | —          | tip15       | —           | 19           | 6            |                   |
| Niemand (met Kevin en Ronnie Flex)                                          | 29 september 2023 | Wonderland (van Kevin)                   | —          | —          | tip11       | —           | 25           | 2            |                   |
| PK's (met Josylvio, Moeman, Bokke8 en Philly)                               | 3 november 2023   | —                                        | —          | —          | tip19       | —           | 18           | 2            |                   |
| Emilie (met Cristian D, Boef en $hirak)                                     | 8 maart 2024      | —                                        | —          | —          | —           | —           | 40           | 2            |                   |
| Intro 3                                                                     | 28 juni 2024      | —                                        | —          | —          | —           | —           | 30           | 3            |                   |
| Voorspeld                                                                   | 9 augustus 2024   | —                                        | —          | —          | —           | —           | 80           | 1            |                   |
| Gesmolten banden (met Willem, Mula B en Trobi)                              | 18 oktober 2024   | —                                        | —          | —          | —           | —           | 31           | 2            |                   |
| Wolken (met Lil' Kleine en $hirak)                                          | 11 april 2025     | —                                        | —          | —          | tip2        | —           | 11           | 11           |                   |
| Kesh (met 3robi)                                                            | 2 mei 2025        | —                                        | —          | —          | —           | —           | 73           | 1            |                   |